# BDH Bundesverband Rehabilitation
Der BDH Bundesverband Rehabilitation e. V. ist ein gemeinnütziger Sozialverband und Klinikträger. Ursprünglich waren es Kriegsversehrte, die sich im BDH zusammenschlossen, dem Bund deutscher hirnverletzter Krieger e. V. Aus der Vereinigung Kriegsversehrter entwickelte sich ein Sozialverband und eine Organisation von Menschen mit Behinderungen. Sozialpolitisch ist der BDH heute vor allem in den Handlungsfeldern Rehabilitation, Selbsthilfe, Teilhabe und in der Beratung und Vertretung von Menschen in besonderen sozialen und gesundheitlichen Lebenssituationen aktiv.  Aus den Sanatorien des Verbandes für hirnverletzte Kriegsteilnehmer wurden Fachkliniken für neurologische Rehabilitation, deren Träger und Alleingesellschafter der BDH ist und die sich in den letzten zwei Jahrzehnten zunehmend in den Schwerkrankenbereich hinein entwickelt haben.

## Anfänge und Gründung

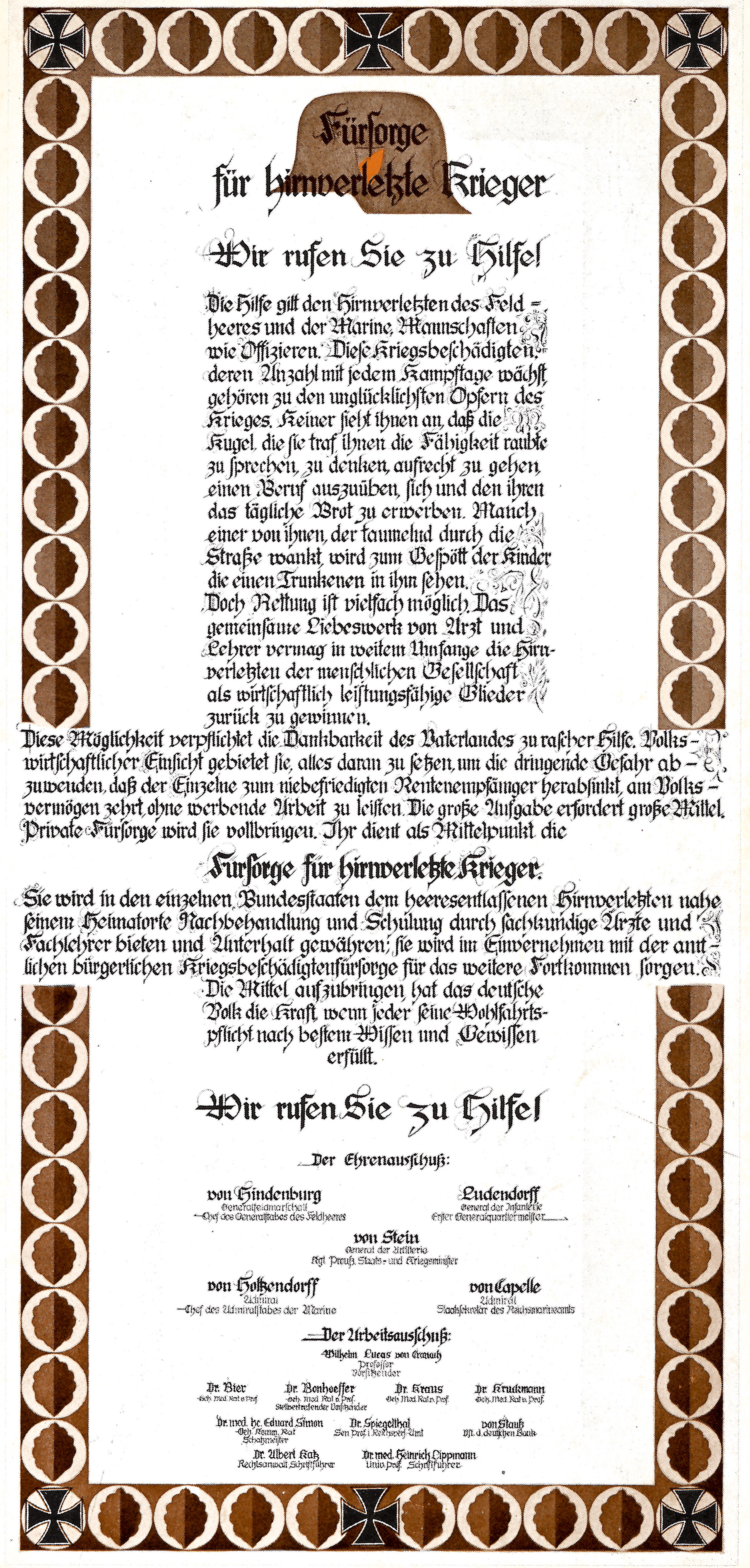
Der Aufruf „Wir rufen Sie zur Hilfe“ von 1917 begründete die Sonderfürsorge für Kriegshirnverletzte

Die Wurzeln des BDH liegen in dem Aufruf zur Fürsorge für hirnverletzte Krieger „Wir rufen Sie zu Hilfe!“ vom 10. Februar 1917, den ein Ehrenausschuss unterzeichnet hatte, zu dem die Spitzen des deutschen Militärs gehörten: Paul von Hindenburg, Erich Ludendorff, Herrmann von Stein, Henning von Holtzendorff und Eduard von Capelle. Dieser Aufruf spiegelt den Stand der Kriegsopferfürsorge 1917 wider und nimmt in seinem Aufbau bereits wichtige identitätsstiftende Motive der späteren Hirnverletztenorganisation vorweg. Bereits hier werden die Hirnverletzten als besondere Gruppe gesehen, deren Verletzung sie von allen anderen Kriegsopfern abhebt.
In München waren schon im Jahr 1914 für die Bereiche der drei bayerischen Armeekorps Sonderlazarette eingerichtet worden, darunter das Sonderlazarett „L“ in der Ridlerschule für „psychisch und organisch Nervenkranke“, in die in wachsender Zahl auch Kopfschuss- und Splitterverletzte eingewiesen wurden, deren chirurgische Behandlung abgeschlossen war. 1916 waren die Kopfschussverletzten von den anderen Kranken getrennt und in der Station B I zusammengefasst worden. Diese „Kopfschussstation“ wurde vom damaligen Stabsarzt und späteren Chefarzt des Hirnverletztenheimes München Max Isserlin geleitet, die Station B II von Walther Spielmeyer, die Station B III von Eugen von Malaise. Dieses Sonderlazarett war zunächst als Zentrale für die Hirnverletzten des Bezirks des 1. Bayerischen Armeekorps, also vor allem für Südbayern, gedacht.
Keimzelle der Gründung einer selbstständigen Hirnverletztenorganisation war die Station B I des Reservelazaretts „L“ in der Ridlerschule. Auf dieser Station übernahmen einzelne Patienten in Selbstverwaltung Fürsorgeaufgaben für andere Kriegsversehrte. Im August 1919 verlegte das Bayerische Kriegsministerium das Reservelazarett „L“ als Lazarett für alle bayerischen Hirnverletzten in das Gebäude der alten Frauenklinik, des Reisingerianums in der Sonnenstraße.  Die Landesdienststelle für das ärztliche Versorgungswesen in Bayern erklärte dieses Lazarett mit Erlass vom 3. Dezember 1919 zum Fachlazarett für Hirnverletzte für ganz Bayern. Die Verwaltung des Lazaretts konnte auch dort überwiegend von hirnverletzten Patienten des Lazaretts erledigt werden. In dem sich fortlaufend vergrößernden Lazarettbetrieb mit neuen ärztlichen pädagogischen und psychologischen Mitarbeitern war die selbstorganisierte Arbeitstherapie der Hirnverletzten für den Lazarettbetrieb, aber auch für die Patienten selbst hilfreich.
Um sicherzustellen, dass die Gemeinschaft der Hirnverletzten auch nach der Entlassung aus dem Lazarett fortbestand und ihre Interessen weiter vertreten würden, lag es nahe, sich dem sozialdemokratisch orientierten Reichsbund anzuschließen, der sich zur größten Kriegsopferorganisation Deutschlands entwickeln sollte. Der Reichsbund-Vorsitzende Schwarzenberg hielt im Dezember 1919 einen Vortrag vor den Hirnverletzten des Reisingerianums über die Kriegsopferversorgung und das Militärversorgungsgesetz. Einigkeit bestand zwischen den Hirnverletzten und dem Reichsbund darüber, dass die gegenwärtige Kriegsopferversorgung unzureichend sei, Uneinigkeit in der Frage, ob den Hirnverletzten eine „Sonderbetreuung“ zu gewähren sei. Diese hatte der Bund erblindeter Krieger innerhalb des Reichsbundes schon erreicht.
Franz Schwaiger wurde als Delegierter zur Delegiertentagung des Reichsbundes vom 5. Januar 1920 entsandt, auf dem ein Schwerbeschädigtenausschuss gewählt wurde. In diesen Ausschuss wurden ein Blinder und je ein Ober-, Unterarm- und Beinamputierter gewählt, den Hirnverletzten gelang es aber nicht, Sitz und Stimme zu erhalten. Zwei Tage später wurde auf einer Sitzung der Hirnverletzten ein Ausschuss zur Ausarbeitung einer Satzung eines „Vereins deutscher hirnverletzter Krieger in Bayern“ gebildet. Eugen von Malaise half und unterstützte diesen Plan. Die Gründungsversammlung fand am 18. Februar 1920 statt; am 16. März 1920 wurde der „Verein deutscher hirnverletzter Krieger in Bayern, Sitz München“ ins Vereinsregister beim Amtsgericht München, Band 17/33, eingetragen.

## Erstes Hirnverletztenheim Deutschlands in München

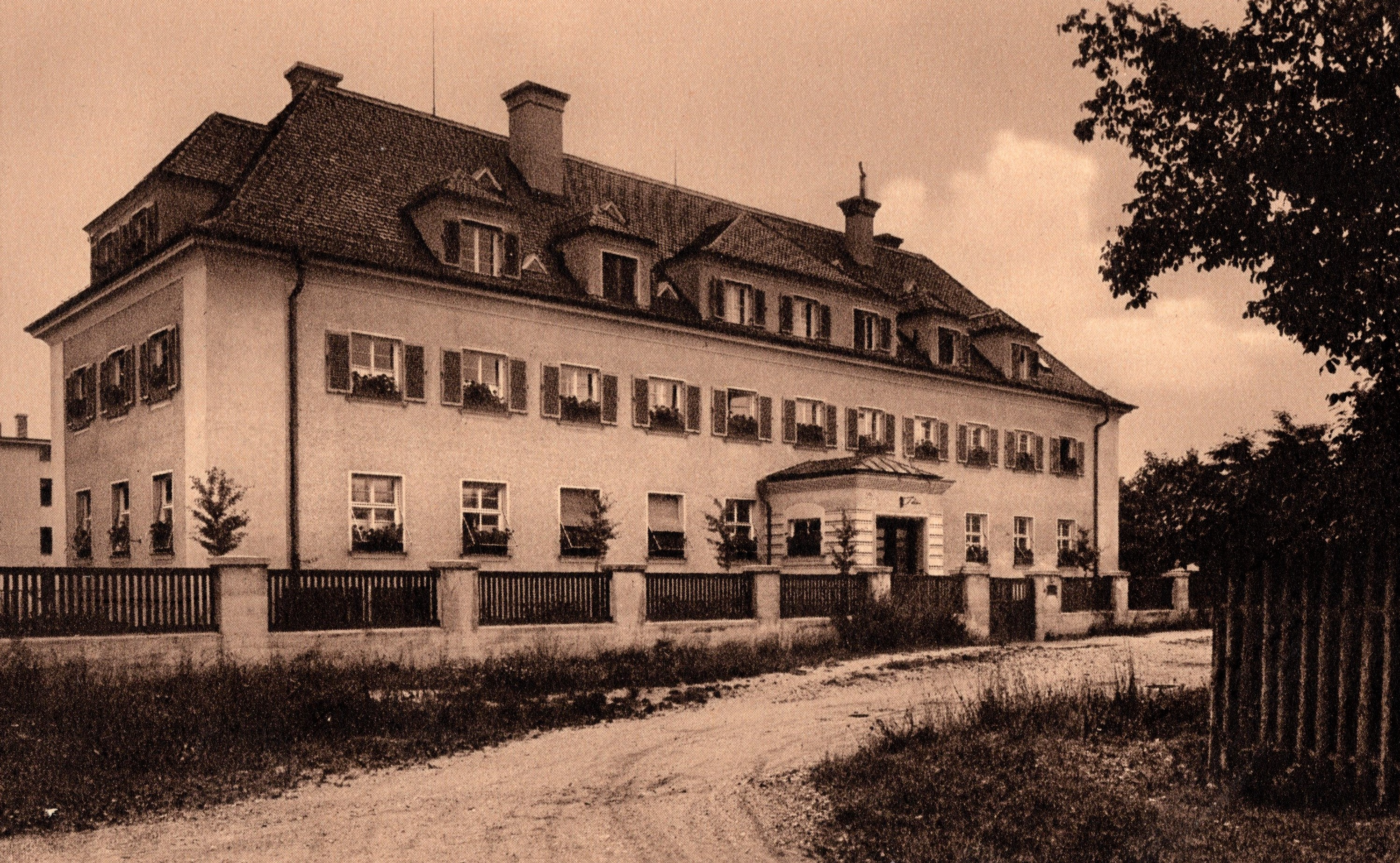
Vorderansicht des Münchner Hirnverletztenheims in der Tristanstraße, um 1928

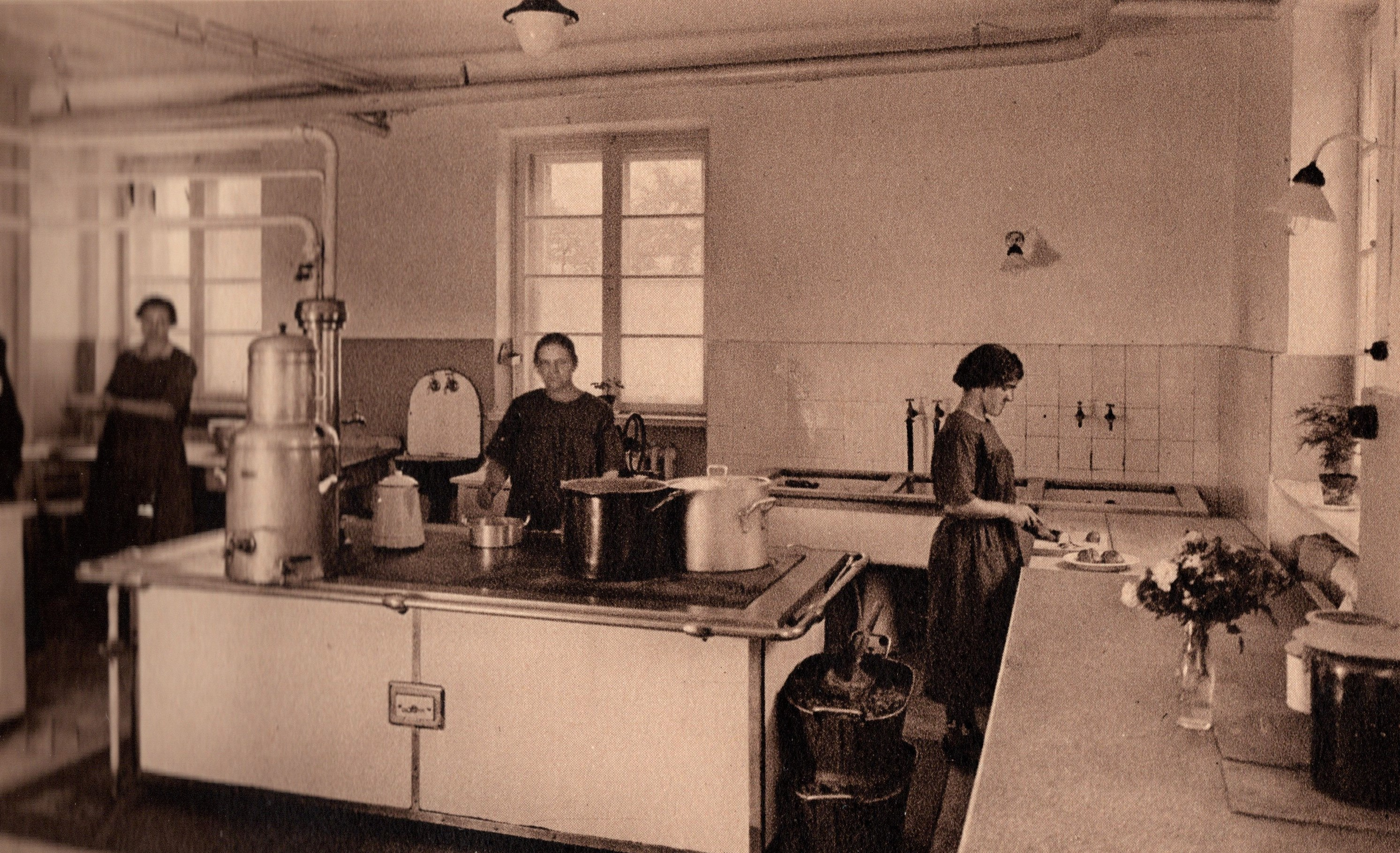
Küche des Hirnverletztenheims in der Tristanstraße, um 1928

Nach dem Ersten Weltkrieg setzte sich in vielen Behörden die Ansicht durch, dass die Hirnverletztenbetreuung durch die entsprechenden Behandlungen in den Sonderlazaretten, die Umschulungen und die vermutete Ausheilung an ihr Ende gekommen sei und ihr Ziel erreicht habe. In der Folge wurden alle Hirnverletztenstationen und Sonderlazarette aufgelöst – außer in Frankfurt und München. Als das Reisingerianum 1922 an die Oberpostdirektion verkauft wurde, wurde das Reservelazarett „L“  als Hirnverletztenstation kurzfristig ins Schwabinger Krankenhaus verlegt. Der Verein erwarb – auch mit Hilfe von Spenden – die in unmittelbarer Nähe gelegene Villa am Parzivalplatz 2, um dem Ziel eines eigenen Heims mit Werkstätten näher zu kommen.  Um die Schwabinger Hirnverletztenstation zu entlasten, wurde die Villa mit 30 Patienten belegt. Die Villa selbst wurde dem zwischenzeitlich gegründeten „Verein zur Fürsorge für Schwerstkriegsbeschädigte“ überlassen.
Das Reichsarbeitsministerium hatte ab 1922 auch die Auflösung des Münchner Sonderlazaretts ins Auge gefasst.
Eugen von Malaise wandte sich unter Vermittlung des Hauses Wittelsbach an den New Yorker Industriellen August Heckscher. Dieser stattete eine entsprechende Stiftung mit einem Vermögen von 100.000  US-Dollar aus. Der „Bund deutscher hirnverletzter Krieger“ und der von Max Isserlin gegründete „Verein zur Fürsorge Schwerkriegsbeschädigter“ bildeten eine Interessengemeinschaft unter Wahrung der vermögensrechtlichen Selbstständigkeit. Da durch die Heckscher-Stiftung ein guter Grundstock vorhanden war, beteiligte sich auch das Reichsarbeitsministerium an der Finanzierung des ersten Hirnverletztenheimes Deutschlands in München-Schwabing, das 1925 in der Tristanstraße 20 eröffnet wurde und über zunächst 30 Betten verfügte.
Zusätzlich gab es im zweiten Stock eine Abteilung für chronisch Kranke mit 40 Betten mit dem Verein für Schwerkriegsbeschädigte als Träger. Beide Abteilungen wurden jedoch wirtschaftlich und personell als Einheit geführt.  Chefarzt des Hauses wurde Max Isserlin. Hinzu kam 1928 das Eckgebäude Leopoldstraße 153, an dessen Rückfront ein Werkstättenbau mit der ersten arbeitstherapeutischen Einrichtung für Hirnverletzte in Deutschland errichtet wurde. In diesem Werkstättenhaus befand sich eine Bastflechterei und Schreinerei, eine Buchbinderei und eine kleine Spielzeugmanufaktur. Die eigentliche Rehabilitation vieler Hirnverletzter war zu diesem Zeitpunkt schon abgeschlossen. Die Werkstätten waren ab diesem Zeitpunkt weniger Lehrwerkstätten, sondern dienten der Beschäftigung einer größeren Anzahl von Schwerversehrten, die auf dem allgemeinen Arbeitsmarkt nicht mehr untergebracht werden konnten und hier Arbeit und ein Auskommen fanden. 1930 kam, von der Reichsbahn zur Verfügung gestellt, noch eine Schmierpolsternäherei hinzu.
Im Hirnverletztenheim selbst waren viele der Patienten aber noch erheblich pflegebedürftig. Hier bedeutete es eine große Erleichterung als die St.-Josefs-Kongregation Ursberg sich bereitfand, die pflegerische Betreuung durch ihre Schwestern zu leisten. Das Heim wurde weiter aufgebaut, ein Erweiterungsbau erhöhte die Zahl der Betten auf über 100, eine großangelegte Bäder- und Bestrahlungsanlage kam hinzu. Bis zum Beginn des Zweiten Weltkriegs waren beide – sowohl das Hirnverletztenheim als auch die Jugendpsychiatrie – voll belegt.

## Entwicklung bis 1933

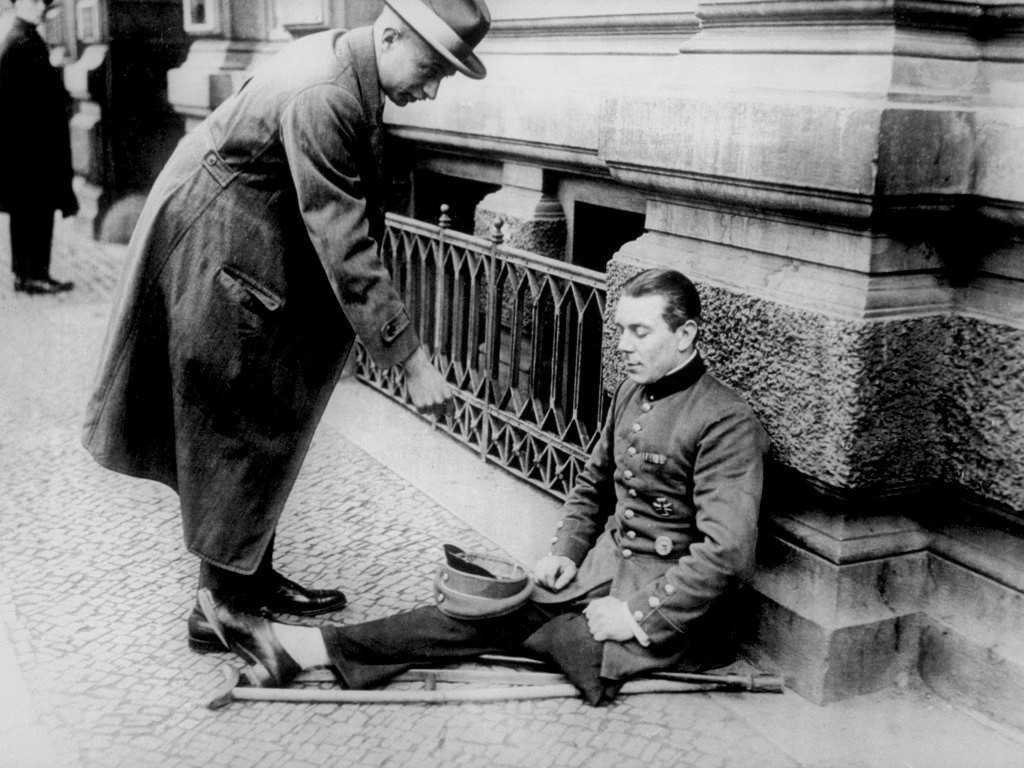
Bundesarchiv_Bild_146-1972-062-01,_Berlin,_bettelnder_Kriegsinvalide

Emblem des Bundes Hirnverletzter nach dem Ersten Weltkrieg. Es wurde auch als Anstecker an der Kleidung getragen.

Neben seinen Anstrengungen, eine effektive und zeitgemäße Heilbehandlung zu erwirken, beriet der „Verein deutscher hirnverletzter Krieger in Bayern“ seine Mitglieder auch in sozialrechtlichen Angelegenheiten. Die versorgungsrechtliche Situation vieler Kriegsopfer in der Weimarer Republik war desolat. Seit 1923 versuchte der Verein zudem systematische Informationen über die Lebensverhältnisse Betroffener zu erlangen und versandte dazu Fragebögen. 1926 konnte sich der „Verein deutscher Hirnverletzter Krieger“ über München hinaus ausdehnen und weitere Ortsgruppen in Augsburg und Regensburg gründen. In Bayern, wo der Verein entstand, war die Situation der Fürsorge etwas anders gelagert als im Rest des Deutschen Reichs, wo die Hauptfürsorgestellen in der Verantwortung standen. In München hatte die Regierung Eisner 1918 das Ministerium für Soziale Fürsorge gebildet, das für den Arbeitsmarkt, die Sozialversicherung und das Wohnungswesens zuständig war. 1919 wurde dem im Wittelsbacherpalais ansässigen Ministerium auch die Kriegsgeschädigten- und Kriegshinterbliebenenfürsorge übertragen. Von Beginn an gab es Forderungen, dieses „Revolutionsministerium“ wieder aufzulösen, was durch die Regierung Held im Rahmen der Verwaltungsvereinfachung am 30. Juli 1928 auch geschah. Dagegen wehrte sich der „Verein deutscher hirnverletzter Krieger“. Er kritisierte auch Pläne, die Kriegsversehrten-Fürsorge im gesamten Reich von den Hauptfürsorgestellen, dessen Beamte sehr gut mit den Kriegsopferverbänden kooperierten, auf die allgemeine Sozialfürsorge zu übertragen.
Die Gründung 1920 in München war die früheste, aber dem Beispiel Bayerns folgten auch Hirnverletzte in anderen Ländern des deutschen Reiches.
Am 17. November 1921 wurde für Hessen der „Verein deutscher hirnverletzter und organisch nervenkranker Krieger e.V.“ in Frankfurt am Main gegründet und Franz Rohner zum ersten Vorsitzenden gewählt. Neben der Betreuung der Hirnverletzten in Hessen-Nassau strebte auch dieser Verein ein eigenes Hirnverletztenheim an. Nach der Auflösung des Sonderlazaretts „Sonnenhof“ in Frankfurt wurden 220.000 Reichsmark gesammelt, die aber der Inflation zum Opfer fielen. Die Hirnverletztenstation fand eine vorläufige Unterkunft in der Baracke 8 des städtischen Krankenhauses in Frankfurt am Main. Es gelang dem Verein, 1924 ein Kuratorium aus prominenten Persönlichkeiten zusammenzustellen und den bedeutenden Neurologen Kurt Goldstein, der damals in Frankfurt tätig war, zu gewinnen. In der ersten Sitzung des Kuratoriums legte Goldstein die Dringlichkeit der fachlichen Nachbehandlung und Unterbringung der Hirnverletzten dar. Ein Jahr später, 1925, wurde mit einem Betrag von 190.000 Reichsmark das Haus Gärtnerweg 50 in Frankfurt erworben und als Hirnverletztenheim eingerichtet.
Die hirnverletzten Patienten der Professoren Walther Poppelreuter und Gustav Aschaffenburg in den Lazaretten und Hirnverletzten-Sonderstationen in Köln, Düsseldorf und Bonn trafen sich im Frühjahr 1926, um ebenfalls eine Hirnverletzten-Organisation für das Rheinland und Westfalen vorzubereiten. Es wurden viele Rundschreiben verschickt, in denen die bekannten Hirnverletzten aufgefordert wurden, sich an der Sonderorganisation der Hirnverletzten zu beteiligen. Federführend waren hier Jean Möntenich und Jakob Pullmann. Der dann am 26. Oktober 1926 im Saal der Obergärischen Brauerei „Gaffel“ Eigelstein zu Köln gegründete „Verband deutscher hirnverletzter Krieger“ wird in zeitgenössischen Schriften auch oft „Westdeutscher Verband“ genannt. Er trat an Walther Poppelreuter heran, der seit 1919 in Bonn am Kaiser-Karl-Ring 20 ein Hirnverletzten-Institut geleitet hatte, dessen Träger die Provinzialverwaltung der Rheinprovinz in Bonn war. Mit Unterstützung des „Westdeutschen Verbandes“ wurde in der Humboldtstraße in Bonn wieder eine „Hirnverletztenstation“ gegründet, Leiter war Walther Poppelreuter.
Der westdeutsche Verband schloss sich am 17. Januar 1927 mit den hessischen Hirnverletzten zusammen. Noch im selben Jahr wurde eine Arbeitsgemeinschaft mit dem bayerischen Verband gegründet. Diese Arbeitsgemeinschaft der drei maßgebenden Hirnverletzten-Organisationen in Deutschland bildete die Keimzelle zum endgültigen Zusammenschluss im „Bund deutscher hirnverletzter Krieger e.V., Sitz München“ während der Einweihung des Frankfurter Hirnverletzten-Heimes am 1. Oktober 1927. Die Delegierten wählten Wilhelm Böhm, München, zum ersten Bundesvorsitzenden und Franz Rohner, Frankfurt, zum zweiten Vorsitzenden der Gesamtorganisation, die in einer Pressemeldung feststellte, dass nunmehr „in Deutschen Reich nur noch ein Hirnverletzten-Verband besteht“.
Das entsprach nicht ganz den Tatsachen, denn auch in Berlin und Baden gab es Selbsthilfeorganisationen von Hirnverletzten.
In Lahr entstand 1927 mit Unterstützung des Psychiaters Albert Schmidt, einem Schüler von Max Isserlin, der Hirnverletzten-Verein für Baden, dessen Mitglieder allerdings erst nach dem Zweiten Weltkrieg zur bundesweiten Organisation stießen. Schmidt hatte in München die Gründung des Vereins hirnverletzter Krieger in Bayern miterlebt und kam 1927 in den Schwarzwald. Er nahm nicht nur an der Gründungsversammlung des „Hirnverletzten-Vereins für Baden“ in Lahr teil, sondern stellte sich auch – beinamputiert – als Redner für weitere Gründungsversammlungen in Offenburg, Freiburg, Lörrach, Radolfzell, Villingen, Karlsruhe, Bruchsal und Pforzheim zur Verfügung.
Auf der Bundestagung im Oktober 1931 wurde Hans Huber zum Bundesvorsitzenden gewählt, der bis zum formalen Aufgang des „Bundes deutscher hirnverletzter Krieger“ in die NSKOV im Amt blieb.  Von einer einheitlichen Hirnverletztenorganisation kann man jedoch insofern kaum sprechen, als dass es immer wieder Differenzen zwischen der „westdeutschen“ Hirnverletzten-Organisation und den bayerischen und hessen-nassauerischen Verbänden gab, die eher lose zusammenarbeiteten und zwischenzeitlich auch heftige Konflikte austrugen, die den „Bund deutscher hirnverletzter Krieger“ wiederholt an den Rand der Spaltung führten.

## 1933–1945

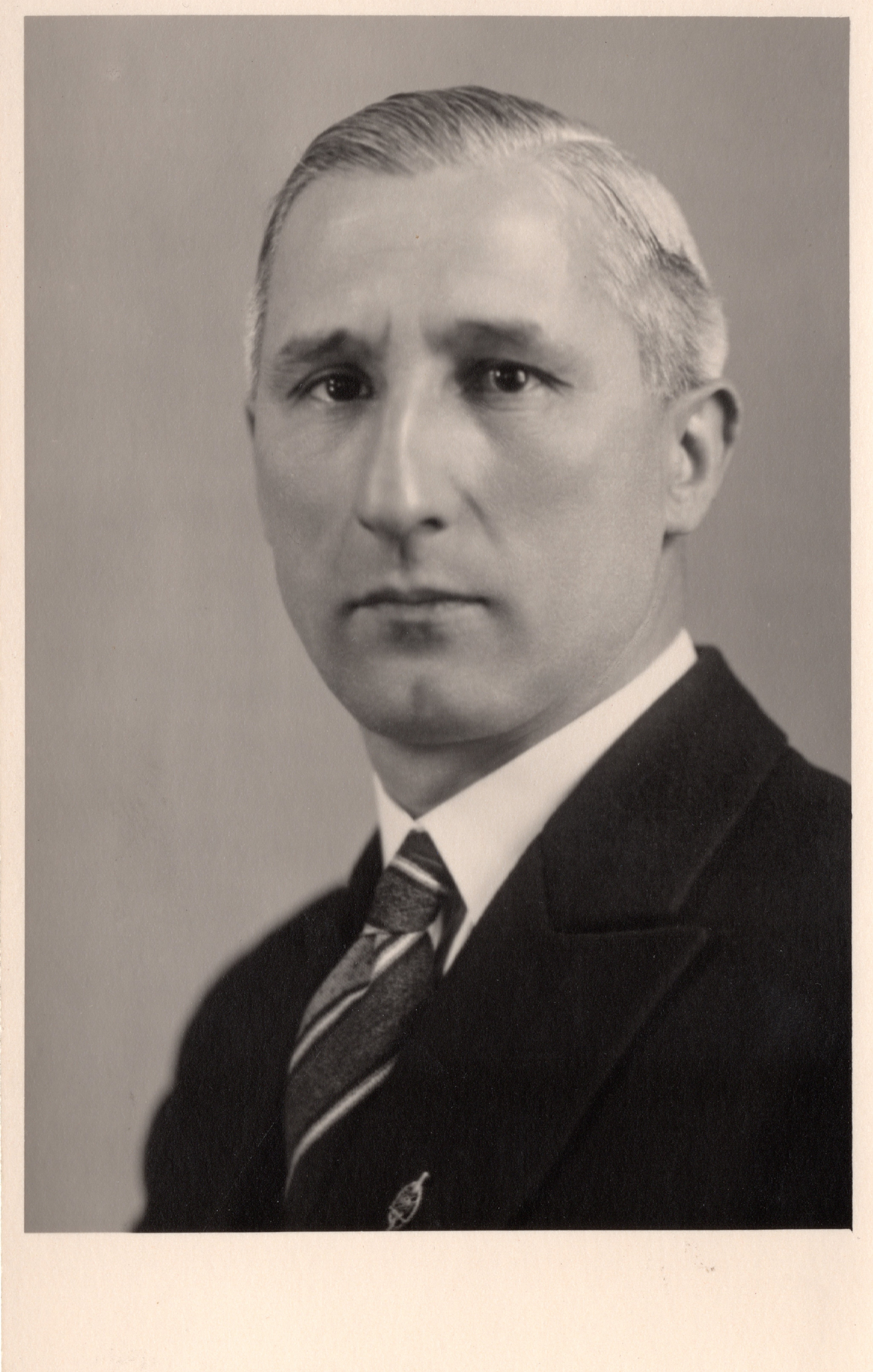
Rudolf Schüssler, um 1930

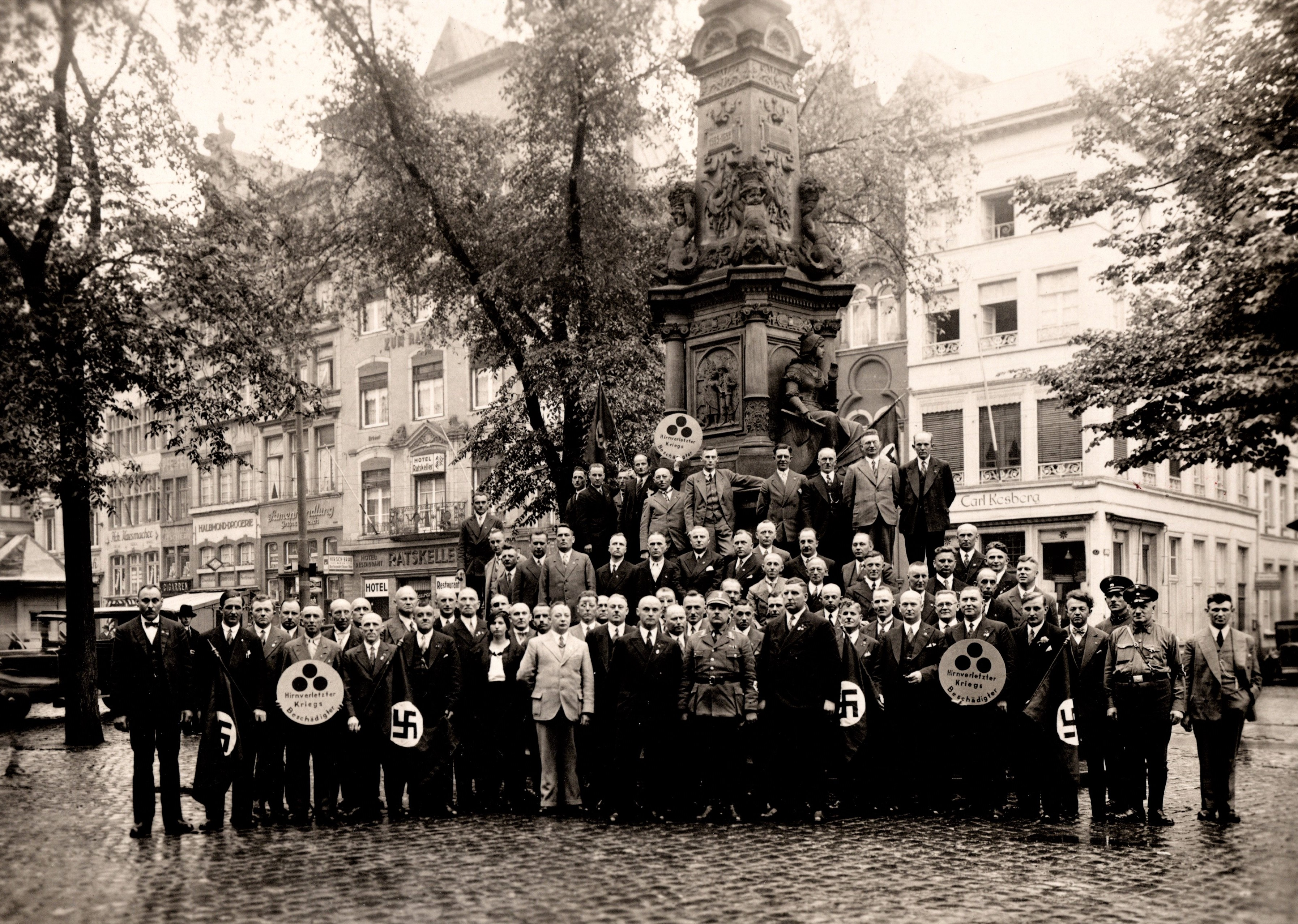
Tagung der rheinisch-westfälischen Hirnverletzten am 13. Mai 1933 in Köln

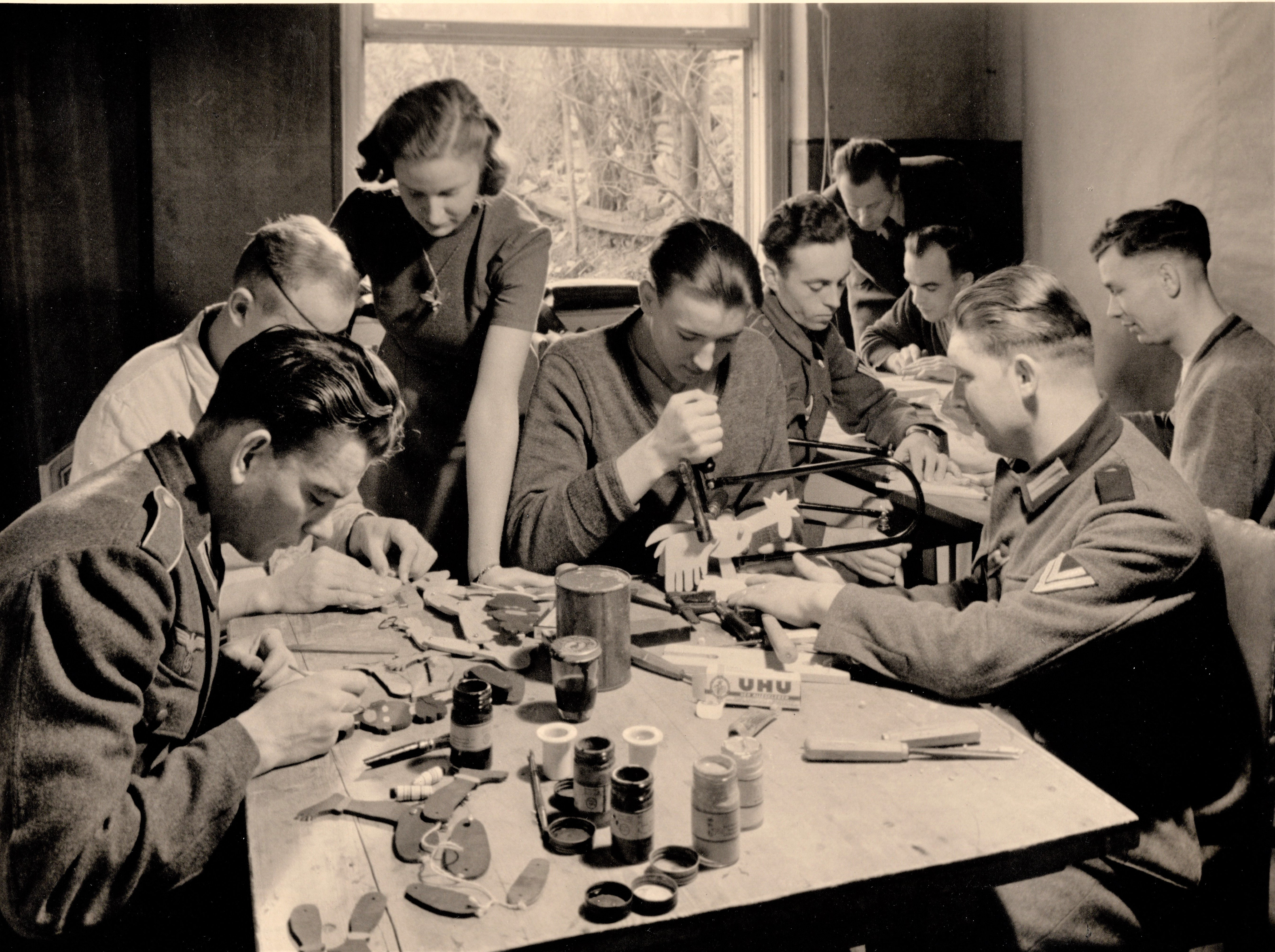
Hirnverletzte Soldaten beim Bastelunterricht im Sonderlazarett Bad Homburg, 1943

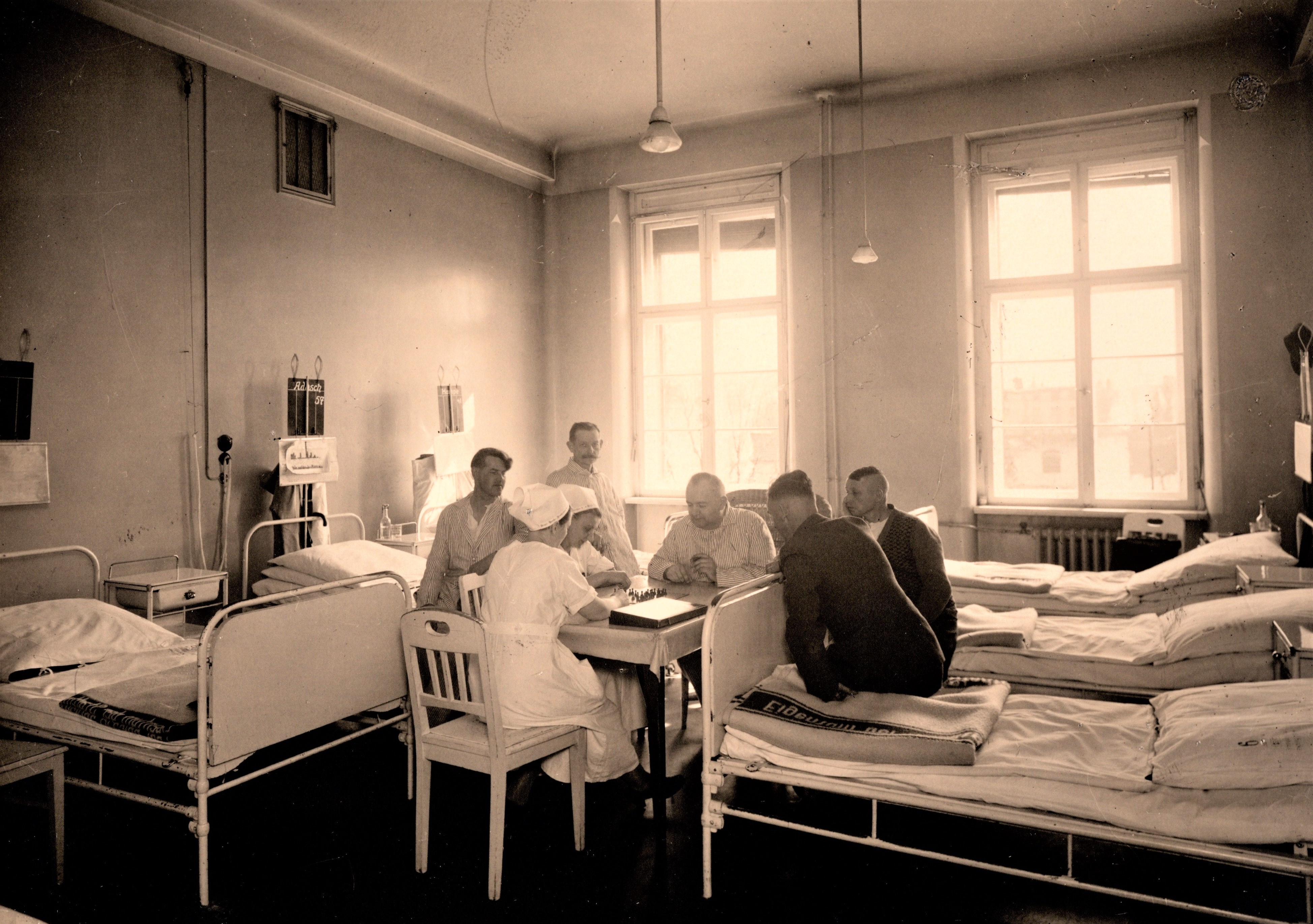
Hirnverletzte mit Krankenschwestern beim Gesellschaftsspiel im Sonderlazarett Breslau 1943

Unmittelbar nach ihrer Machtübernahme begann die NSDAP mit der Ausschaltung der Organisationen, die sich dem nationalsozialistischen Totalitätsanspruch zu widersetzen drohten. Das galt auch für die pluralistische Vielfalt der Verbände und Vereine, die in die organisatorische Matrix der NSDAP überführt wurden. Dieser Prozess war Mitte 1934 weitgehend abgeschlossen. Alle Sozialverbände wurden in das aus dem Kyffhäuserbund hervorgegangene „NS-Sozialwerk für Schwerkriegsbeschädigte und Frontsoldaten des Ersten Weltkriegs“ unter Hanns Oberlindober eingegliedert.
Der Bund erblindeter Krieger als älteste Kriegsopfer-Spezialorganisation wurde in die NSKOV überführt, behielt aber dennoch eine gewisse Eigenständigkeit. Auch der „Bund hirnverletzter Krieger“ als loser und gerade einmal sechs Jahre bestehender Zusammenschluss der hessischen, bayerischen und rheinischen Hirnverletztenverbände sollte in die nationalsozialistische Wohlfahrtsorganisation eingegliedert werden. Das hätte den ohnehin brüchigen organisatorischen Zusammenhalt zwischen den assoziierten Hirnverletztenverbänden und den lokalen Vereinigungen der Betroffenen zerrissen.  Die Hirnverletzten erreichten aber, dass sie als „Gruppe hirnverletzter Krieger“ innerhalb der NSKOV weiterbestehen konnte.
Dabei profitierten die Hirnverletzten von einer besonderen persönlich-politischen Konstellation.  Rudolf Schüssler, als Vizefeldwebel ein Regimentskamerad Adolf Hitlers aus dem Ersten Weltkrieg, gehörte nicht nur zu den Gründungsmitgliedern des „Bundes deutscher hirnverletzter Krieger“, sondern war von 1919 bis 1920 auch Geschäftsführer der Deutschen Arbeiterpartei, einer Vorläuferorganisation der NSDAP und bis Juli 1921 der NSDAP. Zwar bestritt die NSKOV die Notwendigkeit einer eigenständigen Organisation der Hirnverletzten, wie sie Rudolf Schüssler forderte. Dessen Stellung war aber aufgrund seiner persönlichen Kontakte zu Hitler so stark, dass er in der „Deutschen Kriegsopferversorgung“ (DKOV), dem Zentralorgan der gleichgeschalteten Kriegsopferverbände im November 1933 ausführen konnte:

„Die Krönung dieses großartigen, von den kurz nach dem Krieg in München, Frankfurt und Köln gegründeten Hirnverletzten-Organisationen mit Unterstützung von edlen Spendern und Gönnern gemeinsam geschaffenen Hilfswerkes dürfte wohl anläßlich des vor kurzem erfolgten Zusammenschlusses sämtlicher Kriegsopferorganisationen insofern einen deutlichen Ausdruck erfahren haben, als die Hirnverletzten innerhalb der N.S. Kriegsopferversorgung in dankenswerter Weise als Sondergruppe anerkannt und geführt werden. (…) Das alles ist sicher ein Beweis dafür, dass die Sonderstellung der Hirnverletzten zu recht besteht und dass die Notwendigkeit der zeitweisen Heilbehandlung derselben ebenfalls eingesehen werden muss. Nicht in Irrenanstalten oder psychiatrischen Kliniken gehören die Hirnverletzten zur Heilbehandlung, sondern in die in eigens zu diesem Zweck in München, Frankfurt und Bonn errichteten Hirnverletztenheime.“

Im „Dritten Reich“ erlangte die „Gruppe hirnverletzter Krieger“ entscheidenden Einfluss auf die Entwicklung der Sonderbetreuung der Hirnverletzten. Bei Beginn des Zweiten Weltkriegs griff man auf die Erfahrungen des Ersten Weltkriegs zurück. Bedeutende Neurochirurgen wie Wilhelm Tönnis und Otfried Foerster arbeiteten eng mit Rudolf Schüssler als Berater für Hirnverletzten-Fragen zusammen. Gemeinsam berieten sie das Oberkommando der Wehrmacht bei der Einrichtung von insgesamt 36 Sonderlazaretten für Hirnverletzte.
Schüssler pflegte ein gutes Verhältnis zum Reichsarbeitsministerium und zu den deutschen Hauptfürsorgestellen, was sich insbesondere in der nachgehenden und Erholungsfürsorge auszahlte. Die „Gruppe hirnverletzter Krieger“ erhielt von den deutschen Hauptfürsorgestellen das Erholungsheim Ilsestein im Harz als Geschenk.
Mit der Ausdehnung der Hirnverletztenorganisation auf das damalige Reichsgebiet wurden unabhängige Landesgeschäftsstellen eingerichtet, bestehende Heime erweitert und neue geschaffen. So wurden die drei Stammheime Bonn, München und Frankfurt am Main erweitert und die Bettenzahl wesentlich erhöht. 1935 wurden in Breslau und [Königsberg], 1937 in Berlin Hirnverletztenstationen errichtet.
Bei Ausbruch des Zweiten Weltkriegs wurde Schüssler als Berater der Wehrmacht in Hirnverletztenfragen unmittelbar dem OKW unterstellt und mit der Einrichtung und Leitung von Sonderlazaretten in jedem Wehrkreis – insgesamt 36 – beauftragt.  Als Leitungen stellten sich international renommierte Neurologen zur Verfügung: Tönnies, Bodechtl, Spatz, Kleist, Schneider.
Das größte Lazarett war Berlin-Reinickendorf mit 2000 Betten.
In der Weimarer Republik waren Kriegstraumata prinzipiell als Wehrdienstbeschädigung anerkannt worden, wenn es auch häufig zur Ablehnung von Versorgungsanträgen und zu Rentenkürzungen kam. Vorübergehende Rechtssicherheit brachte der sogenannte „Neurotiker-Erlass“ von 1929, der zwar prinzipiell vorsah, psychische Störungen nach zeitlicher Unterbrechung nicht wieder neu zu berenten. Er schrieb aber fest, dass der Entzug von Renten bei gleichbleibendem Beschwerdebild im Sinne des „Empfindens der Rechtssicherheit“ nicht ohne zwingenden Grund vorgenommen werden sollte. Auch nach langer Zeit könnten psychische Störungen als Folge einer Dienstbeschädigung vorliegen.
Viele psychisch traumatisierten Kriegsopfer waren vor 1933 im „Bund hirnverletzter Krieger“ organisiert gewesen. Die Reichskanzlei machte sich unverzüglich daran, einen Kriterienkatalog in Auftrag zu geben, um klarzustellen, wer überhaupt zur Hirnverletztenorganisation gehören könne. Mit der Ausarbeitung der „Richtlinien betreffend die Zugehörigkeit zur Gruppe hirnverletzter Krieger“, die mit Erlaß Ib 8342/34 vom 21. September 1934 in Kraft traten, wurde Walther Poppelreuter betraut, der 1931 in die NSDAP eingetreten war und Hitler glühend verehrte. Er galt bis zu seinem Tod 1939 als unangefochtene Koryphäe auf dem Gebiet der Diagnose und Behandlung von Hirnverletzungen.
Die Poppelreuter-Richtlinien brachten eine deutliche Verschärfung der Aufnahmebedingungen in den „Bund hirnverletzter Krieger“ mit sich. Eine Mitgliedschaft war nur dann möglich, wenn eindeutig eine anatomische Schädigung des Gehirns durch kriegerische Gewalteinwirkung nachweisbar war. „Neurosen jeder Art“ vor allem die sogenannte „Kriegshysterie“ wurden nicht mehr als Kriegsbeschädigungen anerkannt und zwar auch dann nicht, wenn die auslösende Ursache eine Kopfverletzung war.  Im Sinne der zunehmenden Ideologisierung wurde der Grundsatz des Weimarer Versorgungsgesetzes, nach dem Diagnosen nicht rückwirkend korrigiert werden konnten, außer Kraft gesetzt. Für viele Kriegsopfer hatte das dramatische Folgen.  Tausende verloren ihre Mitgliedschaft im „Bund der Hirnverletzten“ und damit jede organisatorische und versorgungsrechtliche Unterstützung.
Außerdem wurden die Poppelreuter-Richtlinien durch Erlass des Reichsarbeitsministeriums vom 16. September 1934 die gesetzliche Grundlage für die im ganzen deutschen Reich verbindlichen medizinischen Nachuntersuchungen. Hier wurde in jedem zehnten Versorgungsfall auf „Diagnoseirrtum“ entschieden. Etwa 16.000 Menschen verloren ihre Rente und waren in der Folge auf die öffentliche Fürsorge angewiesen.
Walther Poppelreuter war auch Anstifter einer Intrige gegen Otto Löwenstein, der in dem leerstehenden Gebäude des „Hirnverletzten-Instituts“, das 1925 von Bonn nach Düsseldorf verlegt wurde, die Provinzial-Kinderanstalt für seelisch Abnorme, die erste kinderpsychiatrische Einrichtung Deutschlands, begründete. Löwenstein war außerdem Leiter des Instituts für Neurologisch–Psychiatrische Erbforschung an der Universität Bonn und betreute mit großem Einsatz in Bonn verbliebene Hirnverletzte. Gemeinsam mit Josef Braun, dem Vorsitzenden des „Verbandes der Westdeutschen Hirnverletzten“ inszenierte Poppelreuter eine Hetz- und Verleumdungskampagne gegen Otto Löwenstein, dem er unter anderem kommunistische Propaganda und Unterschlagung vorwarf. Am 10. März 1933, so schilderte es Prof. Otto Löwenstein, „besetzten ungefähr 100 bewaffnete SS-Leute auf Anstiftung des nationalsozialistischen Privatdozenten Prof. Poppelreuter in Bonn meine Klinik (….). Bewaffnete Horden wüteten in der Klinik, misshandelten einige meiner Assistenten, hissten die Hakenkreuzflagge auf dem Institutsgebäuden und bedrohten mein Privathaus und meine Familie.“ Löwenstein vermochte über das Saargebiet zu entkommen. Bis 1939 war er wegen in der Schweiz fehlender Approbation als beratender Psychiater unter kaum auskömmlichen Verhältnissen  in einem Privatsanatorium im schweizerischen Nyon tätig, bevor er unter dem Eindruck der Novemberpogrome nach Kanada und dann in die USA emigrierte, wo er erneut eine reiche wissenschaftliche Tätigkeit entfaltete.
In der Folge des Gesetzes zur Verhütung erbkranken Nachwuchses (GzVrN) vom 14. Juli 1933 wurden auch Kriegsopfer, wenn den neuen Machthabern fraglich erschien, ob ihre psychischen Leiden Folge einer organischen Verletzung waren, zwangssterilisiert. Die Folgeerkrankungen von schweren Hirnverletzungen (meist Schussverletzungen) waren Krankheiten wie Epilepsie, Depression, Schizophrenie oder Alkoholismus, die – wenn sie als erblich eingestuft wurden – eine Sterilisation rechtfertigten. Innerhalb der Hirnverletztenorganisation gab man sich keinen Illusionen darüber hin, welche Bedrohung für die hirnverletzten Mitglieder von der neuen Gesetzeslage ausging. Rudolf Schüssler argumentierte für die „Gruppe hirnverletzter Krieger“:

„Die selten gerechtfertigt angewandten, gegenseitig im Widerspruch stehenden Begriffe der Simulation einerseits und der angeborenen Geistesschwäche bzw. Psychopathie andererseits sind die härtesten Nüsse, welche uns die Hirnverletztenbetreuung zu knacken gibt. Während weite Teile der Öffentlichkeit bis vor kurzem angenommen haben, daß es sich bei uns Hirnverletzten um Geisteskranke oder Geistesschwache handelte, deren Zurechnungsfähigkeit vermindert sei, dichtet uns die amtsärztliche Untersuchungspraxis alle möglichen, um Simulation und Erbbiologie sich gruppierenden Diagnosen an. Wir aber lehnen diese meist billigen Vorwände energisch ab als die Einschätzung lieber Mitmenschen, denn einmal sind wir nicht geisteskrank, sondern leiden nur an Ausfall bzw. Störungen der in der Verletzungszone zentralisierten Körper und Geistesfunktionen und zweitens, wenn verschiedene von uns angesichts der vollkommen abgeschnittenen Lebensmöglichkeiten zum Rentenbegehren neigten, dann tragen die Schuld an diesem Zustand ausschließlich diejenigen, die den Kriegsopfern den grausamen Rentenkampf aufgezwungen haben.“

Selbst wenn eine Hirnschädigung anatomisch nachgewiesen werden konnte, waren Mitglieder der „Gruppe hirnverletzter Krieger“ von Stigmatisierung, versorgungsrechtlichen Kürzungen und Schlimmerem bedroht. Das galt vor allem für Epileptiker, die in der Öffentlichkeit Krampfanfälle erlitten.  Insgesamt wurden in der Folge des „Gesetzes zur Verhütung erbkranken Nachwuchses“ rund 400.000 Männer und Frauen zwangssterilisiert, wovon über 6.000 Menschen starben.
Das war aber nur der Auftakt zu systematischen Krankenmorden, mit denen die Nationalsozialisten aus rassehygienischen Vorstellungen und auch aus kriegswirtschaftlichem Kalkül ab 1940 begannen. In der neueren Forschung besteht kein Zweifel mehr daran, dass im Rahmen der „Aktion T4“ auch rund 4000 bis 5000 psychisch kranke hirngeschädigte Kriegsteilnehmer, viele davon Mitglieder des „Bundes hirngeschädigter Krieger“, ermordet worden sind.

## Neugründung nach dem Zweiten Weltkrieg

Nummer 1 des „Kameradengruß“, Verbandsorgan ab 1949

Die Beendigung des Krieges und der nationalsozialistischen Gewaltherrschaft am 8. Mai 1945 bedeutete auch für die gleichgeschalteten Verbände zunächst das Ende ihrer Tätigkeit. Im Gegensatz zu den anderen Kriegsopferverbänden hatte die „Gruppe hirnverletzter Krieger in der NSKOV“ aber ihre Infrastruktur und ihren Zusammenhalt während des Nationalsozialismus aufrechterhalten können, was die Wiedergründung nach Kriegsende deutlich erleichterte.
Den Alliierten war jedoch die Notwendigkeit von Kriegsopferorganisationen sehr bewusst. Der Zweite Weltkrieg hatte weltweit etwa 60 bis 70 Millionen Opfer gefordert, in Deutschland deutlich über 6 Millionen. Bereits im Oktober 1945 gelang Franz Huber durch Verhandlungen mit der amerikanischen Militärregierung die Wiederzulassung des „Bundes deutscher hirnverletzter Krieger“ mit Sitz in München. Das war insofern bemerkenswert, als die amerikanische Besatzungsmacht im Rahmen der demokratischen Umerziehung („Re-Education“) sich bemühte, alle militaristischen Begriffe zu tilgen, insbesondere alle mit „Krieg“ im Namen. Sitz war in München in der Leopoldstraße 153.
Am 16. Dezember 1945 wurde im neuen Hörsaal der Universitäts-Nervenklinik in Bonn (Kaiser-Karl-Ring 20) der „Bund hirnverletzter Kriegs- und Arbeitsopfer“ (BHKA) für das Rheinland gegründet, um die Tradition der Selbsthilfeorganisation fortzusetzen. Der provisorische siebenköpfige Bundesvorstand unter Otto David beantragte unverzüglich die Eintragung als Verein beim Amtsgericht Bonn. Das geschah am 6. März 1946, als der „Bund hirnverletzter Kriegs- und Arbeitsopfer e. V.“ im Vereinsregister des Amtsgerichts Bonn gelistet wurde. Der provisorische Vorstand bekam von der Mitgliederversammlung den Auftrag, die neue Organisation auf das gesamte Gebiet der drei Besatzungszonen auszudehnen.
Ebenfalls Anfang 1946 wurde in Bad Homburg die „Vereinigung Hirnverletzter in Hessen (Selbsthilfe-Organisation der Gehirn- und Rückenmarksverletzten)“ gegründet. In Folge des Organisationsverbots des Kontrollrats vom 30. November 1945 lösten die amerikanischen Behörden die Organisationen in Bayern und Hessen aber wieder auf. Am 29. April 1948 schlossen sich die Verbände der britischen und amerikanischen Zone in Herne zusammen, der Name „Bund hirnverletzter Kriegs- und Arbeitsopfer“ blieb bestehen.  Bereits im Herbst 1948 berief der „Bund“ einen wissenschaftlichen Beirat, den eine ganze Reihe von Autoritäten auf dem Gebiet der ärztlichen Hirnverletzten-Betreuung angehörte.
Gegen Ende der 1940er Jahre hatte sich der „Bund hirnverletzter Kriegs- und Arbeitsopfer“ erfolgreich rekonstituiert, die Gliederung in Bundesverband, Landesverbände, Kreis- und Ortsverbände war vollzogen und sollte für weit über ein halbes Jahrhundert bestehen bleiben. Die Struktur war föderal angelegt, die Landesverbände wählten komplette Vorstände und hielten eigene Tagungen ab. Hatte es seit 1947 immerhin gedruckte Merkblätter gegeben, so erschien am 1. Januar 1949 das Verbandsorgan „Kameradengruß“ zum ersten Mal.
Es entwickelte sich in der Folge ein bundesweites Netz aus Kreisverbänden und Sanatorien.

## Mitwirkung am Bundesversorgungsgesetz und Gründung von Sanatorien

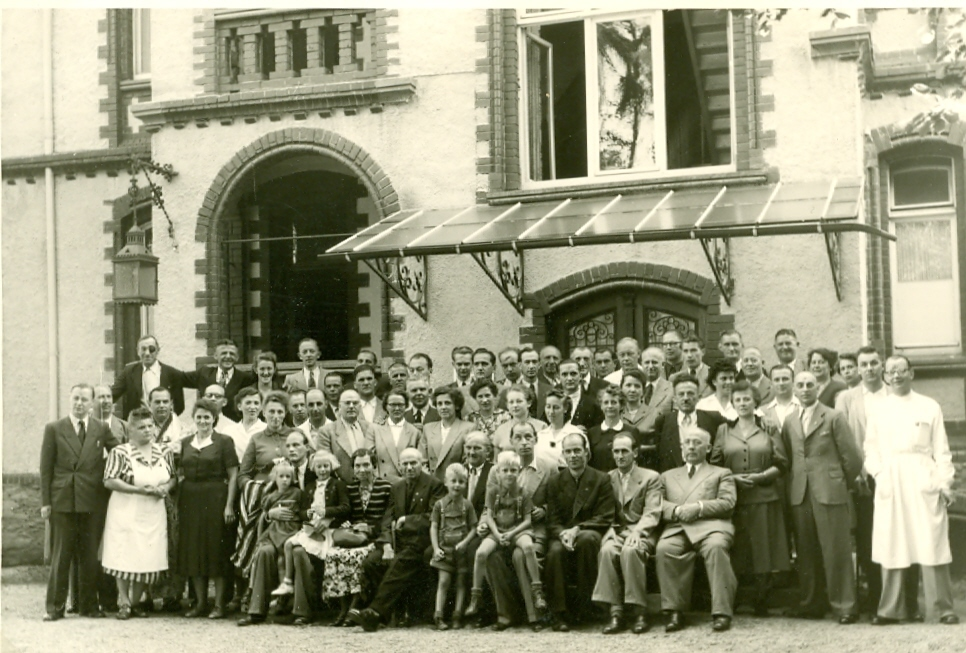
Patienten und Personal des Neurologischen Sanatoriums Braunfels, 1953

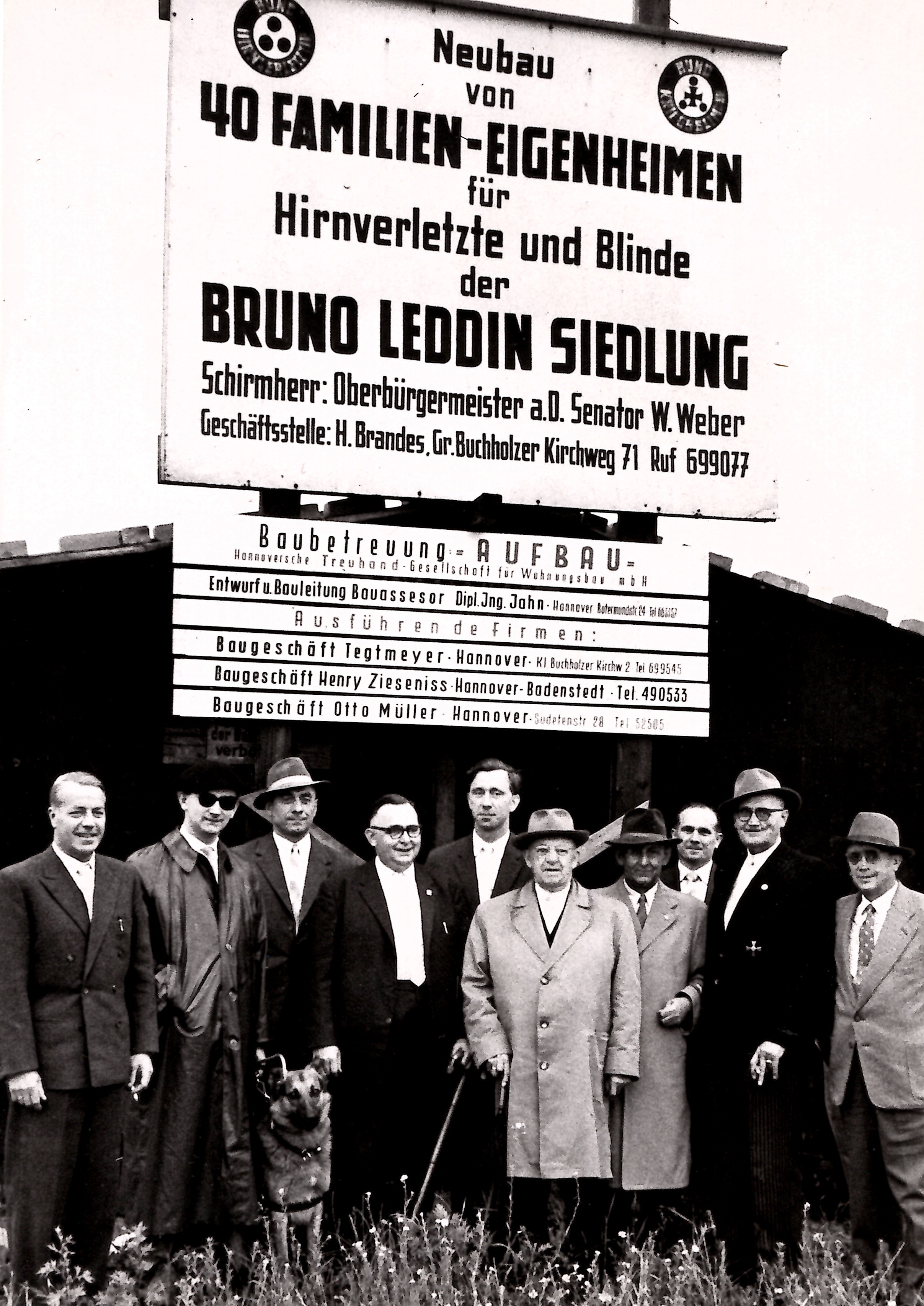
Eröffnung der Bruno-Leddin-Siedlung in Hannover 1956

In den 1950er Jahren beteiligte sich der BHKA aktiv an der Sozialen Wohnungsfürsorge, um innerhalb der allgemeinen Wohnungsnot, die durch die Bombardierungen der Alliierten am Ende des Zweiten Weltkriegs entstanden war, auch Hirnverletzten die Möglichkeit zu geben, Wohneigentum zu erwerben. Die Wohnungsnot wurde durch den Zuzug von Vertriebenen und Flüchtlingen noch verschärft.  Um den sozialen Wohnungsbau zu fördern, wurde das Erste Wohnungsbaugesetz von 1950 verabschiedet, durch das der Bau von Eigenheimen steuerlich begünstigt wurde. Die Kreisverbände wurden von den Hauptfürsorgestellen an den Landesarbeitsministerien und vielen anderen Stellen finanziell unterstützt.
Um politisch Einfluss zu nehmen, war für alle Kriegsopferverbände der Zugang zu vorparlamentarischen Beratungs- und Entscheidungsgremien und -ausschüssen, die bei Behörden und Ministerien entstanden und Einfluss auf die Gesetzgebung nahmen, von entscheidender Bedeutung. Bereits 1950 richteten das Ministerium für Arbeits- und Sozialordnung (zuständig für Versorgung) und das Bundesinnenministerium (zuständig für Fürsorge) beratende Gremien ein, in denen Vertreter der Kriegsopferverbände erheblichen Einfluss hatten.  Der BHKA war im Bundesausschuss für Kriegsopfer- und Hinterbliebenenfürsorge beim Bundesinnenministerium vertreten, zunächst durch Bruno Leddin, der dem Gremium bis zu seinem Tod im April 1951 vorstand, danach durch den Bundesvorsitzenden Fritz Götsch. In dem Ausschuss arbeiteten Vertreter der Kriegsopferverbände mit den Vertretern der Hauptfürsorgestellen eng zusammen. Fritz Götsch war auch Mitglied des beratenden Beirats für Versorgungsrecht beim Bundesarbeitsministerium, durch den der BHKA Kontakt mit der Fürsorge- und Versorgungsverwaltung, den zuständigen Ministerialreferenten und Bundestagsabgeordneten hatte.
Der BHKA beteiligte sich an der Ausarbeitung und den zahlreichen Novellierungen des Bundesversorgungsgesetzes, des wichtigsten Gesetzes der Kriegsopferversorgung in der Bundesrepublik und erreichte die gesetzliche Verankerung der Sonderfürsorge für Hirnverletzte. Mit dem Bundesversorgungsgesetz wurden Kriegsopferversorgung und -fürsorge wieder zu bundesstaatlichen Aufgaben.
Das Gesetz über die Errichtung der Verwaltungsbehörde für die Kriegsopferversorgung vom März 1951 bildete die gesetzliche Basis für die Gewährung von Heilbehandlungen. Es stellte auch die Grundlage für den Betrieb der Sanatorien für Hirnverletzte mit klinisch-fachärztlicher Behandlung dar, die der BHKA ab 1951 gründete.
Das erste Sanatorium des BHKA nach dem Krieg wurde am 27. Oktober 1951 im hessischen Braunfels an der Lahn eröffnet. Im November 1954 folgte das Hirnverletztenheim in Allner an der Sieg und am 18. Mai 1957 eröffnete der BKHA in Hessisch Oldendorf sein „Haus Niedersachsen“ in Hessisch Oldendorf. Am 27. Januar 1959 wurde das Hirnverletzten-Kurheim in Vallendar eröffnet, nachdem mit dem Land Rheinland-Pfalz ein entsprechender Bettenvertrag abgeschlossen worden war.
Auch in den 1960er Jahren war der mit Abstand wichtigste Bereich des sozialpolitischen Engagements des BHKA der Kampf um die Anpassung der Leistungen für Kriegsopfer nach dem Bundesversorgungsgesetz. Immer wieder wurde die prinzipiell beschlossene Anpassung der Leistungen an die Rentenentwicklung ausgesetzt. Stattdessen wurden die Leistungen erst in unregelmäßigen Abständen und dann in jährlichen Anpassungsgesetzen entsprechend der Rentenanpassungen erhöht. Strukturelle Verbesserungen erfolgten insbesondere durch die Neuordnungsgesetze in den Jahren 1960, 1964 und 1968. So wurde der Berufsschadensausgleich eingeführt und weiter ausgebaut, ein Härteausgleich eingeführt und das Schwergewicht von der einkommensabhängigen Ausgleichsrente zur Grundrente verlagert. Diese wurde für Schwerbeschädigte deutlich erhöht.
1961 weihte der BHKA in Elzach ein weiteres Kurheim ein. Verstand der BHKA darunter noch zu Beginn des Jahrzehnts Badekuren, so überlebten durch die Fortschritte in der Akutneurologie (Serien-Angiographie und Echo-Enzephalographie) immer mehr Patienten eine medizinische Katastrophe. Auch Schlaganfall-Patienten rückten nun in den Fokus des Interesses. 1966 benannte der BKHA alle seine Kurheime in „Neurologische Sanatorien“ um, ohne dass damit zunächst eine wesentliche Änderung hinsichtlich des Patientengutes oder der Behandlungsverfahren verbunden gewesen wäre. Nachdem der Deutsche Bundestag schon am 22. Januar 1964 die Bundesregierung aufgefordert hatte, ein Rehabilitationsgesetz vorzulegen, „das die in der Kriegsopferversorgung gewonnenen Erkenntnisse und Erfahrungen auch den übrigen Staatsbürgern dienstbar macht“, tauchte am Horizont bereits die moderne neurologische Rehabilitation auf, die der BHKA aktiv mitgestalten wollte.
Aus dem BHKA wurde auf der Bundesdelegiertentagung 1974 in Essen der „Bund Deutscher Hirnbeschädigter (BDH)“.

## Kurswechsel und Neuorientierung

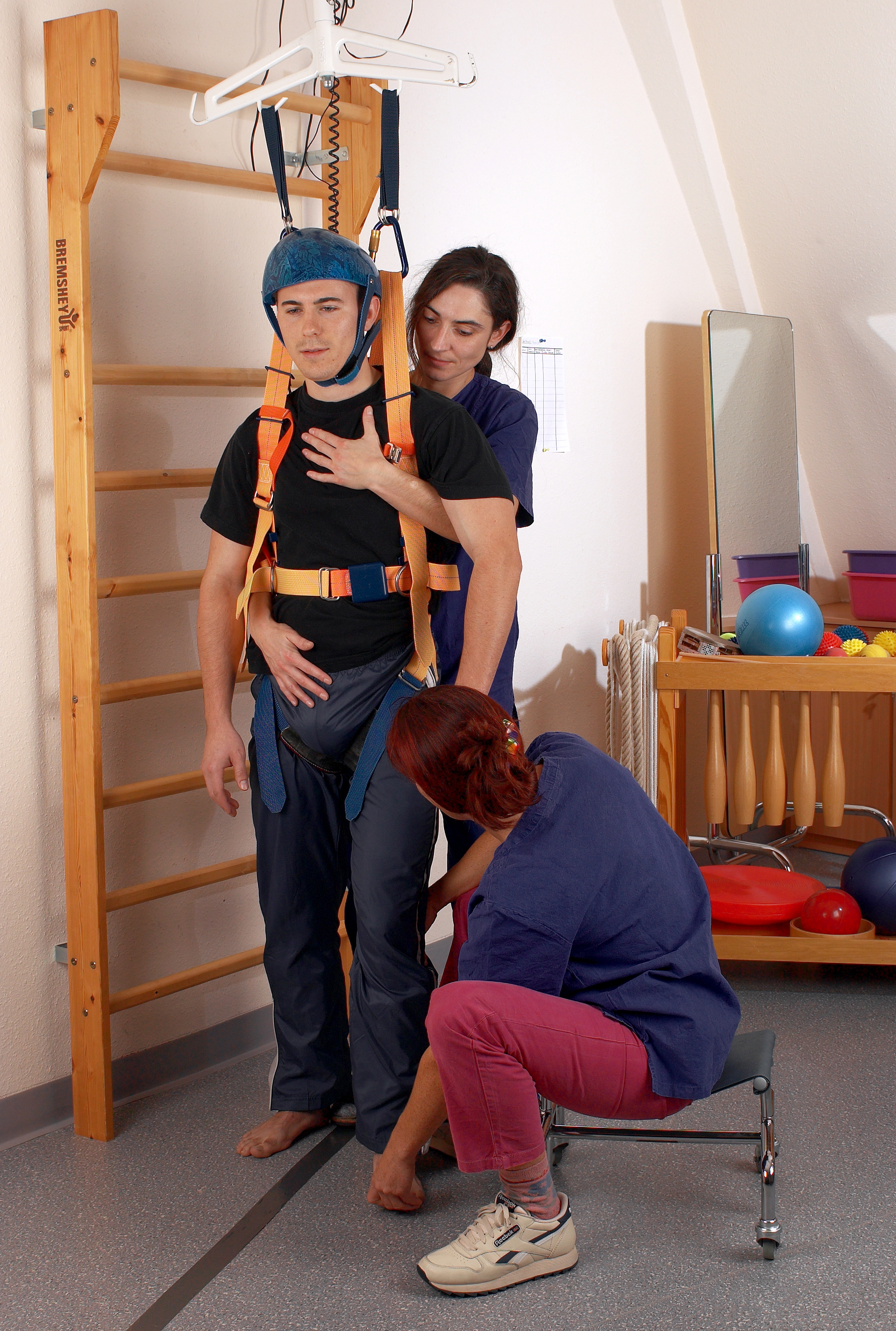
Neurologische Frührehabilitation an der BDH-Klinik Elzach, 2005

Ab den 1980er Jahren bildeten die sozialen Kürzungen, die durch die weiter steigende Arbeitslosigkeit erzwungen wurden, den Schwerpunkt der sozialpolitischen Arbeit des BDH. Ein weiterer Schwerpunkt war die Lage von Menschen mit Schwerbehinderung. Am 21. Dezember 1983 wurde in Bonn vom BDH das Kuratorium ZNS (ZNS für „Zentrales Nervensystem“) mitgegründet. Präsidentin des Vereins wurde Hannelore Kohl, die dem BDH durch ihre Schirmherrschaft über die Neurologische Klinik Vallendar schon länger verbunden war und die Klinik immer wieder besucht hatte.
Seit Beginn der 1980er Jahre brachten die Erfolge der aktivierenden Nachbehandlung (die dann so genannte „Anschlussheilbehandlung“) eine Veränderung auch in der Behandlung Hirnverletzter, die der Neurologe Karl-Heinz Mauritz als „Abkehr vom klassischen Kurgedanken mit seinen passiven, auf Erholung ausgerichteten Erwartungen hin zu(r) motivierenden und aktivierenden medizinischer Rehabilitation“ beschrieb.  Der BDH beteiligte sich an der Erarbeitung entsprechender Rehakonzepte. An der BDH-Klinik Braunfels wurde die erste neurologische Frührehabilitation Deutschlands aufgebaut. 1983 kam das Reha-Zentrum für jugendliche Hirnverletzte in Vallendar dazu.
Nach der deutschen Einheit startete der BDH eine Informationskampagne in den neuen Ländern, bemühte sich um Mitglieder und gründete neue Kreisverbände. Er konnte sich jedoch im Osten nicht dauerhaft etablieren.  Auf der Bundestagung 1994 in Magdeburg änderte der BDH seinen Namen in „BDH Bundesverband für Rehabilitation und Interessenvertretung Behinderter e.V.“
In den 1990er-Jahren trieb der BDH in seinen Kliniken eine Ausdifferenzierung des Behandlungsangebots voran und konnte sich insbesondere im Bereich der Neurologischen Frührehabilitation etablieren. Auch die sich an die Frührehabilitation anschließende neurologische Rehabilitation differenzierte sich zunehmend aus. Am 17. September 1998 eröffnete der BDH in Greifswald seine erste Einrichtung in den Neuen Ländern. Im Jahr 2008 erhielt der Verband den Namen BDH Bundesverband Rehabilitation.
In den letzten beiden Jahrzehnten nahmen die BDH-Kliniken eine zunehmende Entwicklung in den Schwerkrankenbereich hinein; der Anteil an Krankenhausbetten stieg ebenso wie die Nachfrage nach hochspezifischen Leistungen und die Patientenzahlen. Die ehemaligen Sanatorien haben sich zu spezialisierten Zentren für Neurorehabilitation, Beatmungs- und Intensivmedizin entwickelt. Die durchgängige Rehabilitationskette nach dem BAR-Phasenmodell bleibt jedoch an allen BDH-Kliniken mit Ausnahme der BDH-Klinik Waldkirch als Krankenhaus der Grund- und Regelversorgung erhalten.

## Mitglieder
Insbesondere gehören Hirngeschädigte, Kriegsopfer, Wehrdienstbeschädigte, Arbeits- und Unfallverletzte, Querschnittgelähmte, Hinterbliebene sowie Sozialrentner dem BDH an.

## Tätigkeitsbereich
Angeboten wird seitens des BDH ambulante und stationäre Rehabilitation. Der Verband leistet rechtliche Beratung und vertritt Mitglieder vor Behörden, Versicherungen und den Instanzen der Sozialgerichtsbarkeit. Informationen zur Tätigkeit des BDH finden sich in der vom Verband herausgegebenen Zeitschrift BDH-Magazin.

## Einrichtungen
Die Kliniken des BDH bieten neurologische Rehabilitation und neurologische Frührehabilitation, Beatmungs- und Intensivmedizin an. Zu den Einrichtungen des Bundesverbandes Rehabilitation gehören die BDH-Klinik Elzach, die BDH-Klinik Greifswald, die BDH-Klinik Hessisch Oldendorf, die BDH-Klinik Braunfels und die BDH-Klinik Vallendar, außerdem das BDH-Therapiezentrum Ortenau in Gengenbach. Seit 1. April 2019 gehört auch das ehemalige Bruder-Klaus-Krankenhaus in Waldkirch als BDH-Klinik Waldkirch zum Verband.

## Otto-Löwenstein-Forschungspreis des BDH
Der Otto-Löwenstein-Forschungspreis des BDH ist nach Otto Löwenstein in Anerkennung seiner klinischen und wissenschaftlichen neuropsychiatrischen Leistungen benannt und wurde vom BDH nach Begegnungen mit der Familie Otto Löwensteins 2020 zum 100. Jubiläum des Verbandes erstmals vergeben. Der weltweit ausgeschriebene Forschungspreis ist mit 5000 € dotiert und zeichnet aktuelle Forschung jüngerer Wissenschaftlerinnen und Wissenschaftler (unter 40 Jahren) auf dem Gebiet der Neurorehabilitation, der Neuropsychologie und Psychopathologie aus. Erster Preisträger des Otto-Löwenstein-Forschungspreises war Vinzenz Fleischer, Universitätsmedizin Mainz.

## Bundesvorsitzende seit 1945
- 1945–1947: Otto David
- 1948–1960: Fritz Götsch
- 1960–1964 Heinrich Althaus
- 1964–1989 Karl Dahmen
- 1989–2003 Erwin Weißenberg
- 2004–2006 Alfred Rudolf
- 2006–2022 Ilse Müller
- 2022–2023 Peter Weiß
- 2023 Ilse Müller